# Mapleton (Dakota del Norte)
Mapleton es una ciudad ubicada en el condado de Cass en el estado estadounidense de Dakota del Norte. En el censo de 2010 tenía una población de 762 habitantes y una densidad poblacional de 73,57 personas por km².

## Geografía
Mapleton se encuentra ubicada en las coordenadas 46°53′29″N 97°3′11″O / 46.89139, -97.05306. Según la Oficina del Censo de los Estados Unidos, Mapleton tiene una superficie total de 10,36 km², de la cual 10,36 km² corresponden a tierra firme y (0%) 0 km² son agua.

## Demografía
Según el censo de 2010, había 762 personas residiendo en Mapleton. La densidad de población era de 73,57 hab./km². De los 762 habitantes, Mapleton estaba compuesto por un 94,36% de blancos, el 3,41% eran afroamericanos, el 0,39% eran amerindios, el 0% eran asiáticos, el 0% eran isleños del Pacífico, el 0,92% eran de otras razas y el 0,92% pertenecían a dos o más razas. Del total de la población el 3,54% eran hispanos o latinos de cualquier raza.